# کاترینا بوراتو
کاترینا بوراتو (ایتالیایی: Caterina Boratto؛ ‏ ۱۵ مارس ۱۹۱۵ – ۱۴ سپتامبر ۲۰۱۰) بازیگر اهل ایتالیا بود. وی بین سال‌های ۱۹۳۷ تا ۱۹۹۳ میلادی فعالیت می‌کرد.
از فیلم‌هایی که وی در آن نقش داشته است می‌توان به من، من، من… و دیگران، ببخشید، موافقید یا مخالف؟، ۱/۲ ۸، آن شب در وارن، یک داستان عاشقانه، شبح مرگ، تابستان زیبا و سالو یا ۱۲۰ روز در سودوم اشاره کرد.